# Hypognatha tampo
Hypognatha tampo là một loài nhện trong họ Araneidae.
Loài này thuộc chi Hypognatha. Hypognatha tampo được Herbert Walter Levi miêu tả năm 1996.